# Olelbis
Olelbis (’han som är ovantill’) är en skapelsegud i mytologin hos Wintunindianerna i norra Kalifornien. 